# 蒙泰居洛拉盖
蒙泰居洛拉盖（法語：Montégut-Lauragais，法語發音：[mɔ̃teɡy loʁaɡɛ]）是法国上加龙省的一个市镇，属于图卢兹区。

## 地理
蒙泰居洛拉盖（43°28'44"N, 1°55'23"E）面积7.72 平方千米，位于法国奧克西塔尼大區上加龙省，该省份为法国西南部内陆省份，西南端与西班牙接壤，自此顺时针与上比利牛斯省、热尔省、塔恩-加龙省、塔恩省、奥德省和阿列日省接壤。
与蒙泰居洛拉盖接壤的市镇（或旧市镇、城区）包括：诺加雷、勒韦勒、鲁芒、圣费利克斯洛拉盖、圣朱利亚。

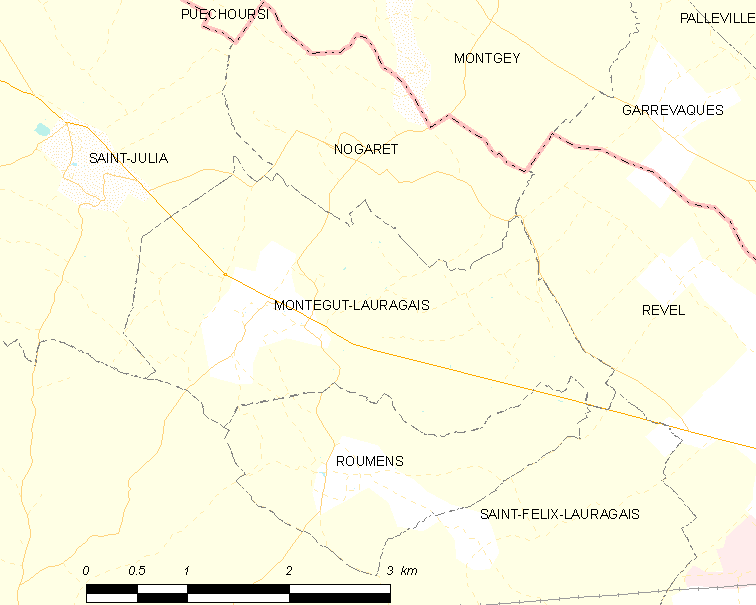
蒙泰居洛拉盖的OSM定位图

蒙泰居洛拉盖的时区为UTC+01:00、UTC+02:00（夏令时）。

## 行政
蒙泰居洛拉盖的邮政编码为31540，INSEE市镇编码为31371。

## 政治
蒙泰居洛拉盖所属的省级选区为勒韦勒县。

## 人口

1962-2008年间蒙泰居洛拉盖人口变化图示

蒙泰居洛拉盖于2022年1月1日时的人口数量为407人。